# University of Texas at Austin

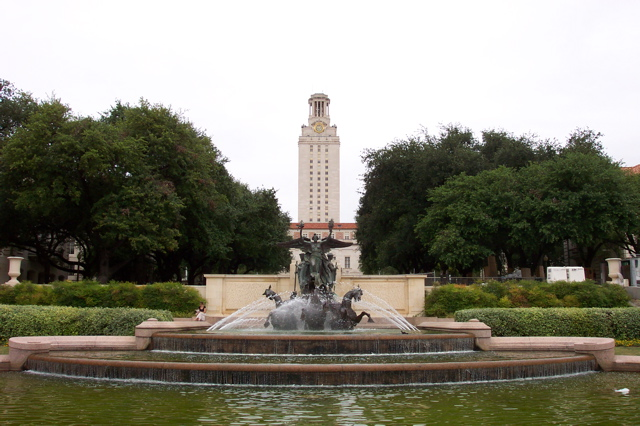
UT Tower und Littefield-Springbrunnen

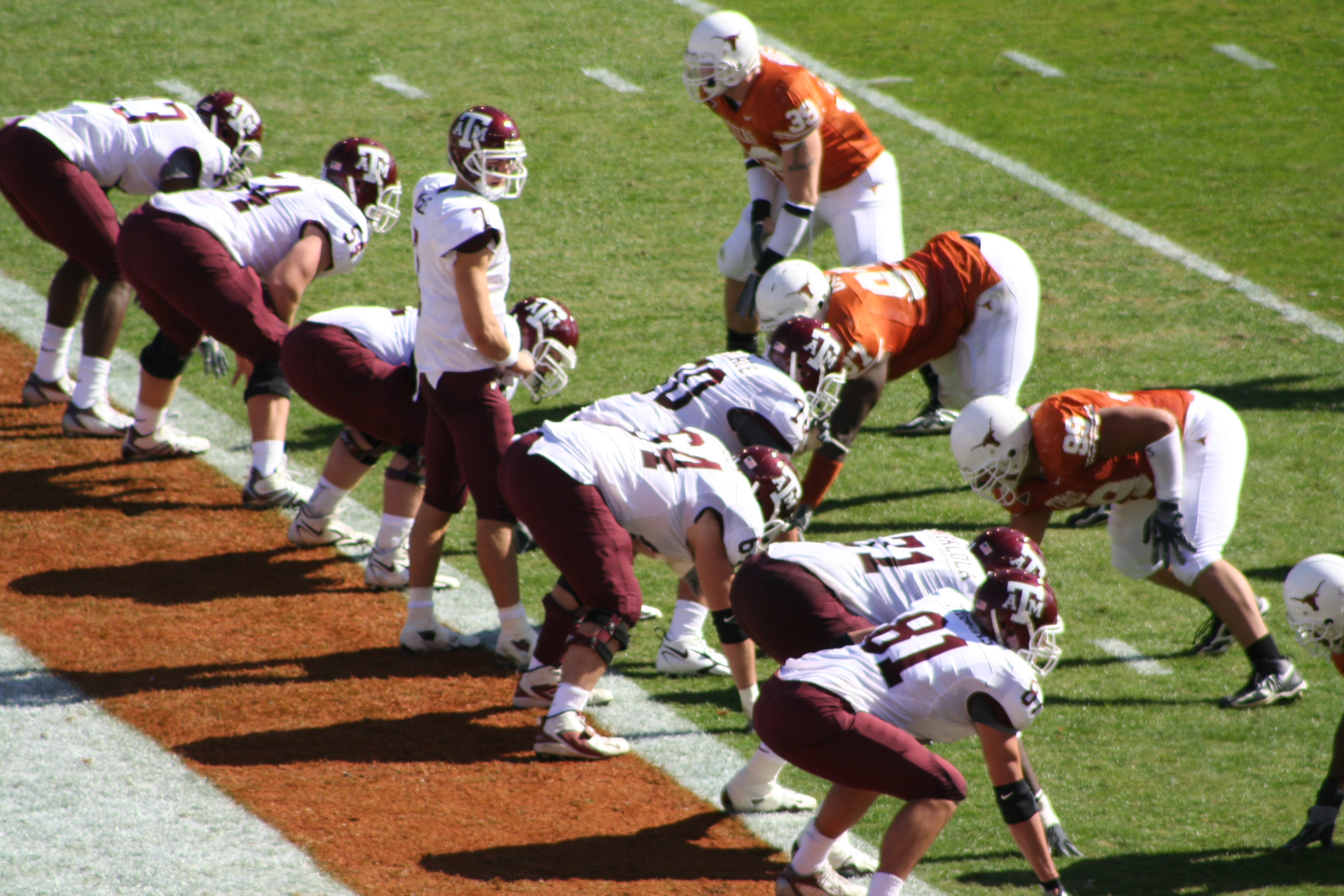
Das Lone Star Showdown 2006

The University of Texas at Austin, oft auch University of Texas, UT oder Texas verkürzt, ist die größte Universität von Texas und Hauptcampus im University of Texas System. Sie wurde 1883 gegründet und wurde im Jahr 2023 von 51.913 Studenten besucht. Die UT Austin gehört zu den besten staatlichen Universitäten der USA, eine sogenannte Public Ivy. Weiterhin ist sie Mitglied der Association of American Universities, einem seit 1900 bestehenden Verbund führender forschungsintensiver nordamerikanischer Universitäten. Die UT Austin hat insgesamt 8 Nobelpreisträger (zuletzt in den Jahren 2017, 2018, 2019) und 3 Turing-Award Gewinner hervorgebracht. Es ist außerdem die einzige Universität der Welt, die drei Gewinner des Abelpreises hervorgebracht hat, und die einzige Universität, deren Akademiker im selben Jahr sowohl den Abelpreis als auch den Turing-Award gewinnen konnten.
Die Universität besteht aus einem 1,4 km² großen Campus in urbaner Lage sowie diversen Nebenstellen wie zum Beispiel dem J. J. Pickle Research Campus. Des Weiteren ist die UT Austin ein herausragendes Zentrum für akademische Forschung mit jährlichen Forschungsausgaben in Höhe von $1,06 Milliarden US-Dollar.
Zahlreiche europäische Schriftsteller hatten Gastdozenturen in Austin inne, so zum Beispiel Lars Gustafsson, Peter Rühmkorf und viele andere.

## Organisationale Gliederung
Die Universität besteht aus den folgenden 17 Einheiten (Colleges und Schools), die jeweils mit dem Gründungsjahr gelistet sind:
- College of Liberal Arts (1883)
- College of Natural Sciences (1883)
- School of Law (1883)
- Cockrell School of Engineering (1894)
- College of Education (1905)
- Continuing Education (1909)
- Graduate Studies (1910)
- McCombs School of Business (1922)
- College of Pharmacy (1893 in Galveston, 1927 nach Austin verlegt)
- College of Fine Arts (1938)
- School of Information (1948)
- School of Social Work (1950)
- School of Architecture (1951)
- College of Communication (1965)
- LBJ School of Public Affairs (1970)
- School of Nursing (1976)
- Jackson School of Geosciences (2005)
- School of Undergraduate Studies (2008)

Zur University of Texas at Austin gehört zudem unter anderem das renommierte Harry Ransom Center, das 1957 gegründet wurde, und das 1963 eröffnete Blanton Museum of Art.

## Ranking
In ihren umstrittenen Hochschulrankings listete The Times Higher Education Supplement die Universität 2005 auf Platz 26, im Vorjahr, 2004, auf Platz 15, fiel jedoch im Jahr 2007 auf Platz 51 zurück. Im Jahr 2019 und 2020 belegt die Universität Texas, Austin, den Platz 38 und gehört weiterhin zu den Top 50 Universitäten der Welt. Im Shanghai Ranking, auch Academic Ranking of World Universities, belegt die Universität Texas, Austin, im Jahr 2018 den Platz 40, im Jahr 2019 den Platz 45 und im Jahr 2020 den Platz 41. Im einschlägigen US News & World Report belegt die Universität Texas, Austin, im Jahr 2020 den Platz 34. Gemäß dem Center for World University Ranking (CWUR) 2020 belegt die Universität Texas, Austin, den Platz 33.
In den USA belegt die Universität Texas, Austin, Platz 22 (Stand 2019) bzw. Platz 21 (Stand 2023) und gehört somit zu den besten Universitäten des Landes.
Die renommierte School of Law der Universität Texas belegte gemäß dem einschlägigen US News Ranking im Jahr 2018 den Platz 14 und gehörte somit zu den T14 Law Schools, im Jahr 2019 und 2020 belegt sie wie in den Jahren zuvor den Platz 16.
Weltweit belegt die School of Law der Universität Texas gemäß dem einschlägigen QS World University Rankings Platz 74 (Stand 2023) bzw. gemäß Times Higher Education World University Rankings Platz 77 (Stand 2023).

## Zahlen zu den Studierenden
Im Herbst 2020 waren 50.476 Studierende eingeschrieben. Davon strebten 40.048 ihren ersten Studienabschluss an, sie waren also undergraduates. Von diesen waren 56 % weiblich und 44 % männlich; 23 % bezeichneten sich als asiatisch, 4 % als schwarz/afroamerikanisch und 26 % als Hispanic/Latino. 10.428 arbeiteten auf einen weiteren Abschluss hin, sie waren graduates.

## Sport
Die Sportteams der UT Austin sind die Longhorns. Die Hochschule ist Mitglied der Southeastern Conference seit 1. Juli 2024.

## Persönlichkeiten

### Derzeitige und ehemalige Professoren

#### Nobelpreisträger
- Hermann Joseph Muller (1890–1967) – Nobelpreis für Physiologie oder Medizin 1946, Genetiker, ab 1920 an der UT Austin
- Ilya Prigogine (1917–2003) – Nobelpreis für Chemie 1977, Physiker und Chemiker
- Steven Weinberg (1933–2021) – Nobelpreis für Physik 1979, ab 1982 an der UT Austin
- John B. Goodenough (1922–2023) – Nobelpreis für Chemie 2019, ab 1986 an der UT Austin

#### Abelpreisträger
- John T. Tate (1925–2019) – Mathematiker
- Karen Uhlenbeck (* 1942) – Mathematiker
- Luis Caffarelli (* 1948) – Mathematiker

#### Turing Award Gewinner
- Edsger W. Dijkstra (1930–2002) – Informatiker
- Robert Metcalfe (* 1946) – Informatiker

#### Weitere Professoren
- Edith Clarke (1883–1959) – erste Professorin für Elektrotechnik an dieser Hochschule (ab 1947)
- Bryce DeWitt (1923–2004) – Physiker
- Kristen Grauman (* 1979) – Informatikerin
- Tatsuo Itoh (1940–2021) – Hochfrequenzingenieur
- Barbara Jordan (1936–1996) – erste afroamerikanische Frau aus dem Süden im US-Abgeordnetenhaus
- Allan Hugh MacDonald (* 1951) –  Physiker
- Charles Willard Moore (1925–1993) – Architekt
- Oran M. Roberts (1815–1898) – Gouverneur von Texas 1879–1883
- Elliot See (1927–1966) – Astronaut
- Michael Tye (* 1950) – Philosoph

### Absolventen

#### Nobelpreisträger
- J. M. Coetzee (* 1940) – Nobelpreis Literatur
- E. Donnall Thomas (1920–2012) – Nobelpreis Medizin
- Michael W. Young  (* 1949) – Nobelpreis Medizin
- James Allison (* 1948) – Nobelpreis Medizin

#### Turing Award Gewinner
- Allen Emerson (1954–2024) – Informatiker

#### Bildung
- Alan Lomax (1915–2002) – Musikologe und Publizist

#### Journalismus
- Paul Begala (* 1961) – Fernsehmoderator und Berater von Bill Clinton
- Walter Cronkite (1916–2009) – Moderator von CBS News, Reporter im Zweiten Weltkrieg
- John Moore – Fotojournalist
- Will Potter (* 1980) – Journalist und Freiheitsrechtler

#### Kunst und Unterhaltung
- Wes Anderson (* 1969) – Filmregisseur
- Steve Barton (1954–2001) – Schauspieler
- Berkeley Breathed (* 1957) – Comiczeichner
- Felicia Day (* 1979) – Schauspielerin, Produzentin
- Farrah Fawcett (1947–2009) – Schauspielerin
- Kinky Friedman (1944–2024) – Schriftsteller, Musiker
- Richard Garriott (* 1961) – Erschaffer von Videospielen
- Peri Gilpin (* 1961) – Schauspielerin
- Marcia Gay Harden (* 1959) – Schauspielerin
- John Hillerman (1932–2017) – Schauspieler
- Janis Joplin (1943–1970) – Musikerin
- Richard Linklater (* 1960) – Filmregisseur
- Matthew McConaughey (* 1969) – Schauspieler
- Jayne Mansfield (1933–1967) – Schauspielerin
- Sterling Morrison (1942–1995) – Musiker, Gründer von The Velvet Underground
- Rick Riordan (* 1964) – Autor
- Tex Ritter (1905–1974) – Schauspieler
- Michelle Shocked (* 1962) – Musikerin
- Bruce Sterling (* 1954) – Science-Fiction-Autor
- Rip Torn (1931–2019) – Schauspieler
- Eli Wallach (1915–2014) – Schauspieler
- Owen Wilson (* 1968) – Schauspieler
- Renée Zellweger (* 1969) – Schauspielerin

#### Politik und Recht
- Lloyd Bentsen (1921–2006) – Abgeordneter im US-Repräsentantenhaus (1948–1955), Senator (1970–1992) und Finanzminister unter Bill Clinton
- Jeb Bush (* 1953) – Gouverneur von Florida von 1999 bis 2007
- Laura Bush (* 1946) – Ehefrau von George W. Bush
- Ramsey Clark (1927–2021) – Attorney General
- Lloyd Doggett (* 1946) – Kongressabgeordnete für das 25. Distrikt von Texas
- Donald Louis Evans (* 1946) – ehemaliger Wirtschaftsminister unter George W. Bush
- Tommy Franks (* 1945) – ehemaliger Commander-in-Chief der United States Central Command
- Mike Godwin – Erfinder des Godwins Gesetz
- Lady Bird Johnson (1912–2007) – Ehefrau des ehemaligen amerikanischen Präsidenten Johnson
- Bill Owens (* 1950) – Gouverneur von Colorado
- Ann Richards (1933–2006) – ehemalige Gouverneurin von Texas
- Hans Sennholz (1922–2007) – deutscher Ökonom und US-Hochschullehrer, bedeutender Vertreter der Österreichischen Schule der Volkswirtschaftslehre
- Maman Sambo Sidikou (* 1949) – Außenminister Nigers
- Fernando Belaúnde Terry (1912–2002) – ehemaliger Präsident von Peru

#### Sport
- Walt Anderson (* 1952) – Zahnarzt und American-Football-Schiedsrichter
- Mo Bamba (* 1998) – Basketballspieler
- Lance Blanks (1966 – 2023) – Basketballspieler
- Bill Bradley – American-Football-Spieler
- Blake Brockermeyer (* 1973) – American-Football-Spieler
- Earl Campbell (* 1955) – American-Football-Spieler
- Roger Clemens (* 1962) – Baseballspieler
- Ben Crenshaw (* 1952) – Golfspieler
- Ian Crocker (* 1982) – Schwimmer (Olympiade)
- Shane Dronett (1971–2009) – American-Football-Spieler
- Kevin Durant (* 1988) – Basketballspieler
- Anna Elendt (* 2001) – Schwimmerin
- Ox Emerson (1907 – 1998) – American-Football-Spieler
- Doug English (* 1953) – American-Football-Spieler
- Leah Fortune (* 1990) – brasilianische Fußballspielerin
- Ahmard Hall (* 1979) – American-Football-Spieler
- Brendan Hansen (* 1981) – Schwimmer (Olympiade)
- Tom Kite (* 1949) – Golfspieler
- Tom Landry (1924 – 2000) – American-Football-Spieler und -Trainer
- Bobby Layne (1926 – 1986) – American-Football-Spieler und Baseballspieler
- Arch Manning (* 2005) – American-Football-Spieler
- Johnny Moore (* 1958) – Basketballspieler
- Tommy Nobis (1943 – 2017) – American-Football-Spieler
- Aaron Peirsol (* 1983) – Schwimmer (Olympiade)
- Nanceen Perry (* 1977) – Leichtathletin (Olympiade)
- Scottie Scheffler (* 1996) – Golfspieler
- Lyle Sendlein (* 1984) – American-Football-Spieler
- Kyle Shanahan (* 1979) – American-Football-Trainer
- Diron Talbert – American-Football-Spieler
- Don Talbert (* 1939) – American-Football-Spieler
- Earl Thomas (* 1989) – American-Football-Spieler
- Ricky Williams (* 1977) – American-Football-Spieler
- Vince Young (* 1983) – American-Football-Spieler

#### Wirtschaft
- Michael Dell (* 1965) – Gründer der Computerfirma Dell (kein Abschluss)
- David Geffen (* 1943) – Musik- und Filmproduzent
- Henning Kreke (* 1965) – Vorstandsvorsitzender der Douglas Holding

#### Wissenschaft und Technologie
- Alan Bean (1932–2018) – Astronaut
- Linda Katherine Escobar (1940–1993),  Botanikerin und Hochschullehrerin
- John Hanke (* 1967) – Mitentwickler von Google Earth und Google Maps, Gründer von Niantic
- Nancy B. Jackson (1956–2022) – Chemikerin und Hochschullehrerin
- Stephanie Wilson (* 1966) – Astronautin

#### Sonstige
- Jenna Bush (* 1981) – Tochter von George W. Bush
- Yuri Slezkine (* 1956) – Historiker
- Charles Joseph Whitman (1941–1966) – Amokläufer